# Scelolophia latifasciata
Scelolophia latifasciata är en fjärilsart som beskrevs av Max Joseph Bastelberger 1900. Scelolophia latifasciata ingår i släktet Scelolophia och familjen mätare. Inga underarter finns listade.